# 梁灵光
梁灵光（1916年11月3日—2006年2月25日），男，福建永春吾峰镇吾顶村人，中华人民共和国政治人物。曾任中华人民共和国轻工业部部长、中共广东省顾问委员会主任、中共广东省委书记、广东省人民政府省长，中共十二大、十三大代表，第十二届中央委员，第二、五、六、七届全国人大代表。

## 生平

### 民国时期
1935年，梁灵光参加一二·九运动，积极投身抗日救亡工作。1936年2月，参加中共秘密组织上海抗日青年团，同年6月，赴马来西亚吉隆坡尊孔中学任教，组建了“雪兰俄邦反帝大同盟”、“华侨抗日救国会”、“左翼作家联盟”三个进步团体并担任主席。七七事变后回国，在苏北参加抗战。1940年8月加入中国共产党。历任苏中三分区如皋县县长兼警卫团团长，苏中军区四分区游击指挥部政治部主任，南通县抗日民主政府第一任县长兼保安旅旅长、警卫团团长，四分区专署专员。
第二次国共内战期间，历任新四军华中第9军9分区司令员兼专员、华东野战军第11纵队33旅旅长，中国人民解放军第29军参谋长，率部率先攻入厦门。

### 共和国时期
中华人民共和国成立后，梁灵光历任厦门市人民政府第一任市长、市委书记，福建省工业厅厅长兼省财委副主任、省委工交部部长。1956年3月，后任福建省人民委员会副省长，书记处候补书记、书记。文化大革命期问受到冲击。1975年初恢复工作，任福建省革委会副主任。
1977年11月，调任中华人民共和国轻工业部部长。1979年4月，中共中央决定广东率先进行改革开放。1980年11月，梁灵光调任中共广东省委书记兼广州市委第一书记、市长。1983年3月，任广东省委书记（当时第一书记任仲夷）、省长，并兼任暨南大学校长（至1991年6月）。1985年7月任广东省顾委主任。1986至1988年，兼任香港中旅集团董事长。1988年5月，被选为第七届全国人大常委会委员、全国人大华侨委员会副主任委员。
2006年2月25日，梁灵光在广州逝世，终年90岁。

## 家庭
妻子朱含章。